# 아덴 식민지
아덴 식민지(영어: Aden Colony, 아랍어: مُسْتْعَمَرَةْ عَدَنْ)는 1937년부터 1963년까지 오늘날의 예멘 남부의 항구도시 아덴과 주변 지역(총 면적 192km2)을 관할하던 구 대영제국의 왕령식민지(Crown colony)였다. 19세기 중반 영국 동인도 회사가 아덴을 점령한 이후 영국령 인도의 일부로 관할되었으나, 1935년 통과되고 1937년 발효된 인도 정부법에 따라 인도에서 분리된 독자적 식민지로 재편되었다. 한편 아덴의 내륙 지역은 아덴 보호령이라는 이름으로 반독립 상태로 유지되었다. 1963년 아덴 식민지는 아덴 보호령의 내륙 토후국들과 함께 남아라비아 연방을 구성하며 독립했다. 이 연방은 1967년 11월 30일 남예멘 인민 공화국의 선포와 함께 해체되었다.

## 같이 보기
- 예멘의 역사
- 아덴 유대인